# Insinuace
Insinuace (insinuatio) byl původně zápis do soudních protokolů, tedy úřední registrace nějaké skutečnosti, podobně jako je tomu dnes u notářského zápisu. Za starověkého Říma tak byly např. zapisovány nadměrné dary (nad 500 solidů) nebo emancipace syna z moci otcovské.
V moderním významu jde o pomluvu, bezdůvodné nařčení druhé osoby.